# Marsinne
Marsinne est un hameau de la commune de Héron, en province de Liège (Région wallonne de Belgique).
Avant la fusion des communes de 1977, Marsinne faisait partie de la commune de Couthuin.

## Situation
Ce hameau hesbignon est situé dans le prolongement ouest du village de Couthuin (Fond de Couthuin). Il avoisine aussi Surlemez, un autre hameau du village de Couthuin. L'autoroute E42 passe quelques hectomètres au nord-ouest du hameau qui est notamment composé de deux rues parallèles : la rue de Marsinne et la rue de la Médaille.

## Patrimoine
Cet ancien hameau possède en outre trois grandes fermes principalement bâties dans le courant du XVIIe siècle : la ferme-château de Marsinne avec ses tourelles, la ferme de Carmont et sa haute grange et la ferme du Blocus avec son imposante grange comprenant une entrée dans le pignon et une autre dans le mur. Ces trois fermes, assez proches, forment un bel ensemble architectural.

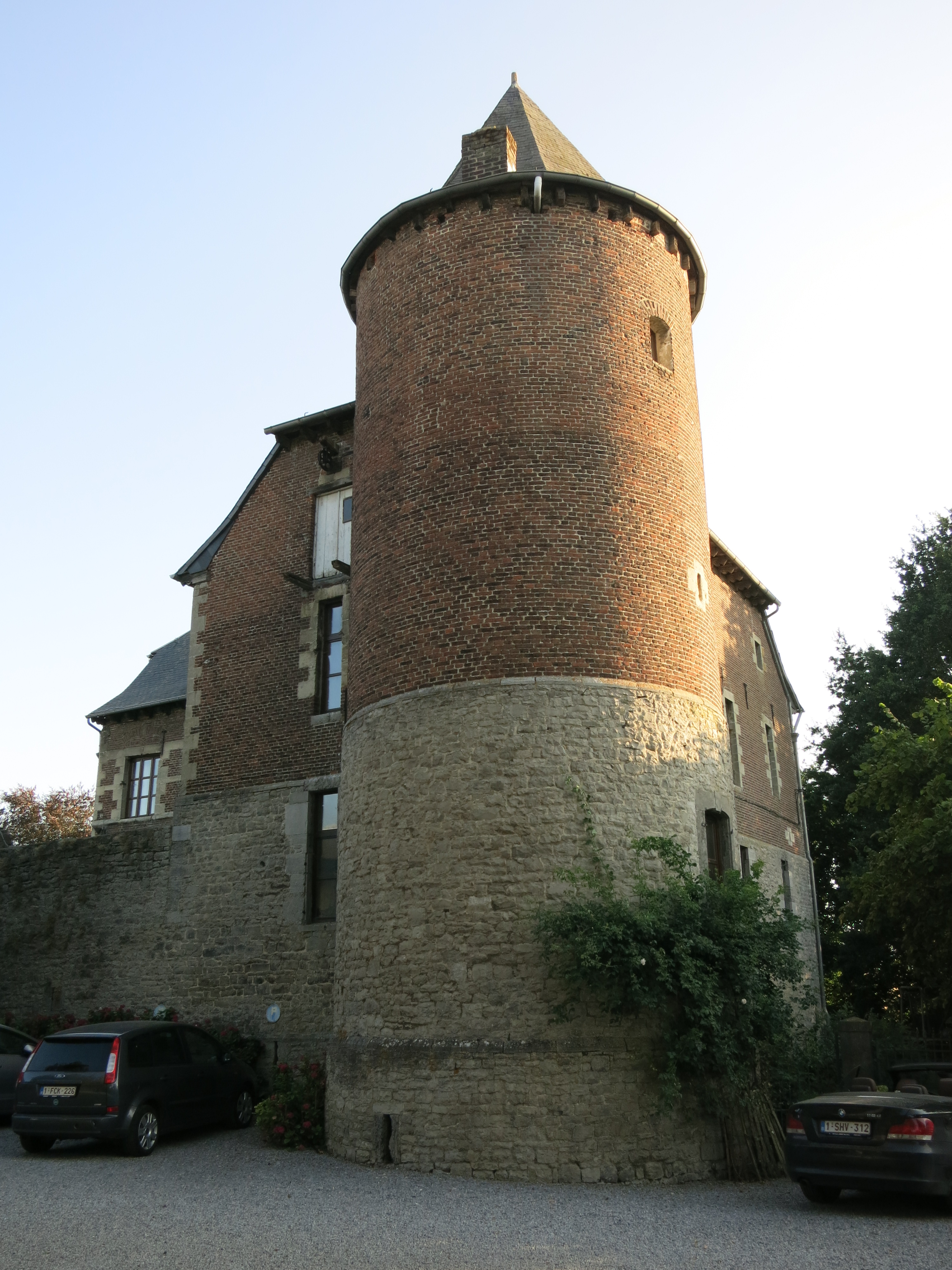
Château de Marsinne

## Activités
La ferme-château de Marsinne abrite la brasserie de Marsinne produisant la bière Léopold 7.
Tous les ans, le deuxième week-end de septembre, à la ferme-château, le festival de Marsinne accueille des bals, des concerts, des ateliers de danse, un marché de luthiers et artisans, etc. Il est consacré aux musiques et aux danses traditionnelles de Wallonie et d'ailleurs.